# Glen Dale
Glen Dale is een plaats (city) in de Amerikaanse staat West Virginia, en valt bestuurlijk gezien onder Marshall County.

## Demografie
Bij de volkstelling in 2000 werd het aantal inwoners vastgesteld op 1552.
In 2006 is het aantal inwoners door het United States Census Bureau geschat op 1455, een daling van 97 (-6.3%).

## Geografie
Volgens het United States Census Bureau beslaat de plaats een oppervlakte van
3,0 km², waarvan 2,1 km² land en 0,9 km² water.

## Plaatsen in de nabije omgeving
De onderstaande figuur toont nabijgelegen plaatsen in een straal van 8 km rond Glen Dale.

## Geboren
- Shelley Moore Capito (1953), senator voor West Virginia